# Traité de Turin (1381)
Pour les articles homonymes, voir Traité de Turin.
La paix de Turin est conclue le 8 août 1381, sous la médiation d'Amédée VI de Savoie, entre les républiques maritimes de Venise et de Gênes, mettant fin à la guerre de Chioggia (1376-1381) au cours de laquelle Venise, alliée à royaume de Chypre et à Milan, échappe de justesse à la capture par les forces de Gênes, du royaume de Hongrie, de l'archiduché d'Autriche, de Padoue et du patriarcat d'Aquilée. Venise surmonte cette crise, forçant la reddition de la flotte génoise à Chioggia, combattant une seconde flotte génoise jusqu'à l'arrêt dans la mer Adriatique, et retournant l'Autriche contre Padoue, forçant ainsi son adversaire terrestre le plus menaçant à battre en retraite. Cependant, la guerre est extrêmement coûteuse pour Venise qui ne peut assurer la paix qu'en faisant des concessions majeures à ses adversaires.

## Dispositions

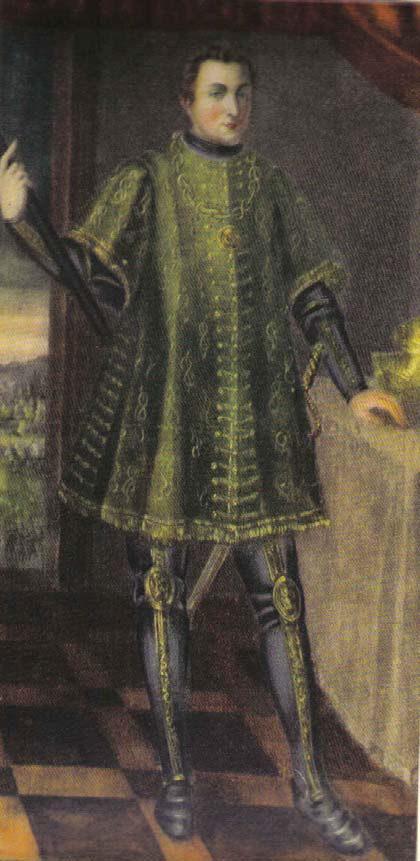
Portrait d'Amédée VI de Savoie, artiste inconnu.

Grâce à la médiation du comte de Savoie Amédée VI, les deux parties concluent la paix à Turin le 8 août 1381. La paix de Turin consiste en quatre traités distincts avec les différents opposants de Venise. La pomme de discorde originale de cette la guerre est l'acquisition vénitienne de l'île de Ténédos située stratégiquement près des Dardanelles, qui menace l'accès des Génois à la mer Noire. En vertu du traité entre Venise et Gênes, les Vénitiens sont obligés de remettre l'île à Amédée VI, dont les agents démoliront les fortifications de l'île et évacueront sa population, empêchant son utilisation comme base navale à l'avenir. Venise accepte également d'abandonner ses alliés Pierre II (roi de Chypre) et l'empereur byzantin Jean V Paléologue, tous deux toujours en guerre avec Gênes, et de maintenir un embargo contre Jean V jusqu'à ce qu'il accepte un règlement stipulé avec son fils Andronic IV Paléologue, l'allié de Gênes. Les marchands vénitiens se voient interdire pendant deux ans d'utiliser le port de Tanai, leur poste de traite habituel sur la mer Noire, les obligeant de fait à utiliser les ports génois de Crimée à la place, au profit des Génois. Par le traité entre Venise et la Hongrie, il est convenu que Venise paiera un tribut annuel de 7 000 ducats à la couronne de Hongrie, que les Hongrois de leur côté ne navigueront sur aucun fleuve qui se jetterait dans l'Adriatique entre le cap Palmentaria et Rimini, et que les marchands dalmates ne doivent pas acheter à Venise des marchandises d'une valeur supérieure à 35 000 ducats. Venise réitère également sa reconnaissance de la possession hongroise de la Dalmatie. Elle perd presque tout son territoire sur le continent italien, cédant Conegliano et Trévise à l'Autriche. Trieste doit être libre, mais doit payer un tribut annuel au doge. Venise convient avec Padoue d'une restitution mutuelle des conquêtes. Milan n'est pas inclus dans le traité de paix,,,.
Venise, victorieuse, doit cependant abandonner la Dalmatie aux Hongrois et Trévise aux Habsbourg. En contrepartie de livraison de sel par les ports dalmates, Venise s’engage à verser annuellement 7 000 pièces d’or au roi de Hongrie. Elle perd presque toutes ses possessions de terre ferme. 
L'île de Ténédos, cause du conflit, est abandonnée pour deux ans au duc de Savoie, avec un subside de 5 000 florins d'or par an, payable par chacune des deux républiques ; au bout de ce terme, les fortifications du château doivent être rasées, et on doit décider à qui l'île appartiendrait. Les deux nations sont exclues du commerce de Tana et de Trébizonde. Cette paix n'est pas désavantageuse aux Génois qui conservent Famagouste ; mais leur marine est détruite et leur commerce souffre un grand échec.

## Conséquences
Les termes de la paix au profit de Gênes s'avèrent durables. Dans les années 1390 et 1400, la menace ottomane conduit à des propositions de renforcement des fortifications de Ténédos comme base contre la navigation des Turcs ottomans autour des Dardanelles. Cependant, Gênes refuse d'accepter sa réoccupation par Venise, tandis que celle-ci rejette toute proposition d'administration conjointe par les deux villes ou d'occupation par un tiers tel que la Papauté, l'Empire byzantin ou l'ordre de Saint-Jean de Jérusalem. En conséquence, l'île reste vacante jusqu'à ce que toute la région passe sous contrôle ottoman. Gênes peut poursuivre son commerce dans la mer Noire sans entrave et y reste la puissance commerciale dominante jusqu'à la chute de Constantinople en 1453. Les Vénitiens abandonnent largement le commerce avec Chypre, et l'hégémonie des Génois sur l'île se poursuit jusqu'à leur défaite et leur expulsion par le roi de Chypre en 1464.
Les accords avec les autres puissances sont moins durables. Cette paix et ses suites marquent un point bas dans l'histoire médiévale de Venise, mais les problèmes de ses voisins permettent à la république de se redresser rapidement et durablement, ce qui conduit au renversement progressif de la colonie établie à Turin. Le seigneur de Padoue acquiert Trévise de l'Autriche en 1382, mais moins d'une décennie plus tard, Venise peut la récupérer, Padoue étant fortement attaquée par Milan. La Hongrie continue à recevoir le tribut de Venise jusqu'en 1397, date à laquelle, à la suite de la défaite hongroise lors de la bataille de Nicopolis, le roi transfère son droit de le recevoir au duc de Bourgogne, qui ne peut pas contraindre Venise à continuer les paiements ; il est formellement répudié en 1424. La Dalmatie reste aux mains des Hongrois jusqu'à ce que la guerre civile offre à Venise l'occasion de lancer une nouvelle conquête de la région, à partir de 1409.